# Anton Zinkovski
Anton Alekseïévitch Zinkovski (en russe : Антон Алексеевич Зиньковский) est un footballeur international russe né le 14 avril 1996 à Novorossiisk. Il évolue au poste d'attaquant.

## Biographie

### Débuts au Tchertanovo Moscou (2014-2018)
Natif de Novorossiisk, Anton Zinkovski intègre durant sa jeunesse les équipes de jeunes de l'équipe locale du Tchernomorets Novorossiisk avant de rejoindre le centre de formation du Tchertanovo Moscou puis celle du Kouban Krasnodar, étant entre-temps refusé au sein des centres du CSKA Moscou et du FK Krasnodar. Il signe finalement son premier contrat professionnel en faveur du Tchertanovo à l'été 2014 et dispute ses premières saisons en troisième division, jouant son premier match le 17 septembre 2014 contre le Lokomotiv Liski. Il est notamment repéré par le Zénith Saint-Pétersbourg à l'été 2016, qui négocie un prêt au sein de son club-école du Zénith-2 Saint-Pétersbourg en deuxième division pour la première partie de saison 2016-2017, où il dispute huit rencontres tandis que l'intérêt du club reste finalement sans suite.
Zinkovski se démarque de manière notable à partir de l'exercice 2017-2018, qui le voit marquer 18 buts en 26 matchs au sein du groupe Ouest de la troisième division, lui permettant de finir meilleur buteur de ce groupe tandis que le Tchertanovo Moscou y termine largement premier et est ainsi promu au deuxième échelon pour la première fois de son histoire. Malgré le changement de division, il continue sur sa lancée lors du début de saison 2018-2019 en inscrivant 11 buts en 22 matchs, se plaçant alors deuxième meilleur buteur de la compétition, et contribuant ainsi aux bonnes performances de l'équipe qui se place parmi les premières positions au moment de la trêve hivernale.

### Krylia Sovetov Samara (2019-2022)
Zinkovski ne termine finalement pas la saison à Moscou, étant recruté en janvier 2019 par le Krylia Sovetov Samara avec qui il fait alors ses débuts en première division le 2 mars 2019 face au Lokomotiv Moscou avant d'inscrire son premier but dans l'élite contre le Rubin Kazan le 12 avril. Il contribue également de manière décisive au maintien du club en marquant un autre but lors du barrage de relégation victorieux contre le FK Nijni Novgorod.
Après la relégation du club à l'issue de la saison 2019-2020, Zinkovski participe activement à sa remontée dès l'exercice suivant en inscrivant notamment dix buts et dix passes décisives en championnat où les siens terminent largement champions. Il prend également part au parcours du Krylia Sovetov dans la Coupe de Russie où il est titularisé lors de la finale perdue face au Lokomotiv Moscou.
Lors de la saison 2021-2022, Zinkovski termine notamment meilleur passeur de la première division avec un total de neuf passes délivrées en 30 matchs et entre une nouvelle fois dans la liste des meilleurs joueurs du championnat. Il contribue ainsi aux bonnes performances du Krylia Sovetov, qui se classe dans le milieu de tableau en assurant facilement son maintien, tandis que Zinkovski est élu meilleur joueur du club en fin d'exercice.

### Spartak Moscou (depuis 2022)
Le 23 juin 2022, Zinkovski rejoint le Spartak Moscou dans le cadre d'un contrat portant jusqu'en mai 2027. Le coût total du transfert est estimé à 180 millions de roubles, soit environ 3,2 millions d'euros.

## Statistiques
| Saison                | Club                              | Championnat           | Championnat | Championnat | Coupe(s) nationale(s) | Coupe(s) nationale(s) | Total | Total |
| Saison                | Club                              | Division              | M.          | B.          | M.                    | B.                    | M.    | B.    |
| 2014-2015             | Tchertanovo Moscou                | D3                    | 19          | 3           | -                     | -                     | 19    | 3     |
| 2015-2016             | Tchertanovo Moscou                | D3                    | 19          | 3           | 2                     | 0                     | 21    | 3     |
| 2016-2017             | Tchertanovo Moscou                | D3                    | 10          | 1           | 2                     | 1                     | 12    | 2     |
| 2017-2018             | Tchertanovo Moscou                | D3                    | 26          | 18          | 3                     | 0                     | 29    | 18    |
| 2018-2019             | Tchertanovo Moscou                | D2                    | 22          | 11          | 1                     | 0                     | 23    | 11    |
| Sous-total            | Sous-total                        | Sous-total            | 96          | 36          | 8                     | 1                     | 104   | 37    |
| 2016-2017             | Zénith-2 Saint-Pétersbourg (prêt) | D2                    | 8           | 0           | -                     | -                     | 8     | 0     |
| Sous-total            | Sous-total                        | Sous-total            | 8           | 0           | -                     | -                     | 8     | 0     |
| 2018-2019             | Krylia Sovetov Samara             | D1                    | 15          | 2           | -                     | -                     | 15    | 2     |
| 2019-2020             | Krylia Sovetov Samara             | D1                    | 27          | 0           | 1                     | 0                     | 28    | 0     |
| 2020-2021             | Krylia Sovetov Samara             | D2                    | 37          | 10          | 5                     | 1                     | 42    | 11    |
| 2021-2022             | Krylia Sovetov Samara             | D1                    | 30          | 4           | 2                     | 0                     | 32    | 4     |
| Sous-total            | Sous-total                        | Sous-total            | 109         | 16          | 8                     | 1                     | 117   | 17    |
| 2022-2023             | Spartak Moscou                    | D1                    | 15          | 2           | 4                     | 0                     | 19    | 2     |
| Total sur la carrière | Total sur la carrière             | Total sur la carrière | 228         | 54          | 20                    | 2                     | 248   | 56    |

## Palmarès
Krylia Sovetov Samara
- Champion de Russie de deuxième division en 2021.
- Finaliste de la Coupe de Russie en 2021.